# Hielspoor

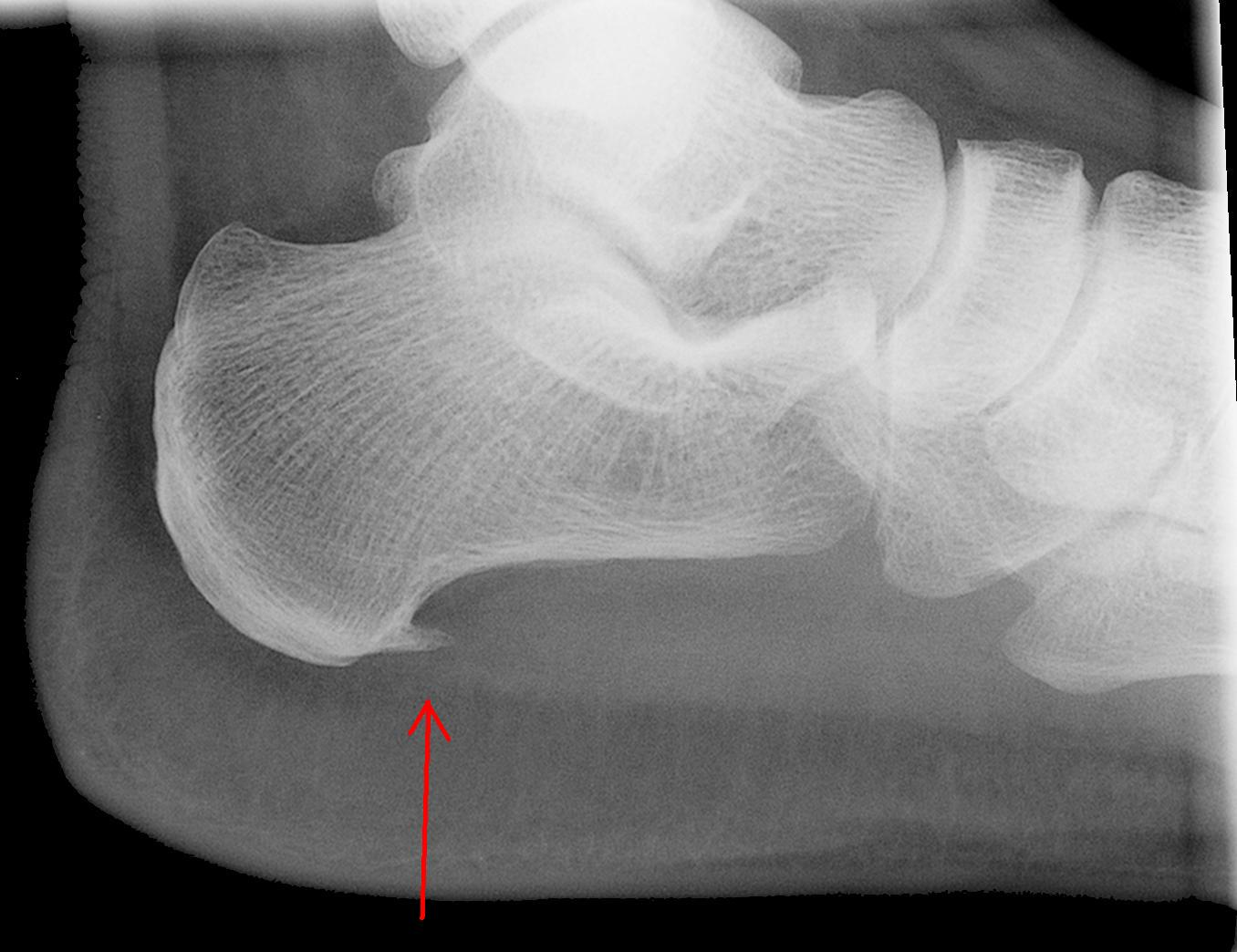
Röntgenfoto van het hielbeen met een hielspoor.

Een hielspoor of spina calcanei is een verkalking of verbening van de aanhechting van de voetfascia aan het hielbeen (calcaneus). Een hielspoor is een van de symptomen van een plantaire fasciitis (ontsteking van de voetfascia). Deze verkalking ontstaat door langdurige ontsteking in de pees die op dit gedeelte aanhecht. In de volksmond worden hielspoor en plantaire fasciitis echter vaak gebruikt voor dezelfde kwaal.

## Pijn
Hoewel de klacht vanzelf kan overgaan, zijn er ook behandelmethodes om deze sneller te verhelpen. Deze methodes worden vaak toegepast, omdat de kwaal een heftige pijn teweeg kan brengen, vooral bij het staan, waarbij het drukpunt van de hielspoor en de (vaak nog ontstoken) voetfascia een stekende pijn geeft. Deze pijn kan bij onderzoek eveneens opgewekt worden door te drukken op het midden van de hak, net boven de aanhechting van de pees. Vaak is de pijn erger bij kou of wanneer de patiënt start met lopen.

## Voorkomen
De spoorvorming komt wordt in 50% van de gevallen van plantaire fasciitis eveneens teruggevonden. De gemiddelde Nederlandse huisarts ziet jaarlijks zo'n 8 gevallen van plantaire fasciitis. Het gaat daarmee om een relatief veelvoorkomende kwaal, die in internationaal wel wordt omschreven als de meest voorkomende oorzaak van pijn aan de onderzijde van de voet. In Nederland komt de kwaal net iets vaker voor bij vrouwen dan bij mannen en obesitas kan bijdragen aan het ontstaan van plantaire fasciitis en hielspoor. Ook mensen die heel veel of juist heel weinig bewegen of vaak (stil)staan hebben meer kans hielsporen en plantaire fasciitis te ontwikkelen. Ook wanneer het bewegingsapparaat afwijkt van de norm (platvoeten, holvoet, korte achillespees of kuitspier) is er verhoogde kans op beide aandoeningen.

## Behandelingen
Er is een grote reeks behandelingen mogelijk, hoewel van sommige behandeling de effectiviteit onzeker is. Het Nederlands Huisartsen Genootschap raadt de volgende behandelingen aan, hoewel in alle gevallen onderzoek naar de effectiviteit schaars is:
- Kinesitherapie: speciale oefeningen gericht op het oprekken van de hielboog;[2][5]
- 's Nachts vastzetten van de voet met bijvoorbeeld een spalk om de hielboog op te rekken;[2][5]
- Al dan niet specifiek voor de patiënt gemaakte (orthopedische) inlegzolen;[2][5]
- Het in een specifieke houding intapen van de voet.[2][5]

Er wordt wel beweerd dat andere behandelingen ook helpen, maar het Genootschap raadt onderstaande behandelingen niet aan door gebrek aan bewijs:
- Dry needling[2]
- Extracorporele schokgolfbehandeling (Shockwave) [2]
- Corticosteroïden (via injectie)[2]